# Campeonato Mundial de Atletismo de 2011 - Revezamento 4x400 m feminino
A prova dos 4 x 400 metros estafetas Feminino do Campeonato Mundial de Atletismo de 2011 foi disputada entre os adias 2 e 3 de setembro  no Daegu Stadium, em Daegu

## Recordes
Antes desta competição, os recordes mundiais e do campeonato nesta prova eram os seguintes:
| Tipo                  | Atleta                                                                                         | Tempo   | Local     | Data                 | Ref |
| --------------------- | ---------------------------------------------------------------------------------------------- | ------- | --------- | -------------------- | --- |
|                       | União Soviética · Tatyana Ledovskaya, Olga Nazarova, Mariya Pinigina, Olga Bryzgina            | 3:15.17 | Seul      | 1 de outubro de 1988 | ver |
| Recorde do campeonato | Estados Unidos · Gwen Torrence, Maicel Malone-Wallace, Natasha Kaiser-Brown, Jearl Miles Clark | 3:16.71 | Stuttgart | 22 de agosto de 1993 | ver |

## Medalhistas
| Ouro                                                                                     | Prata                                                                                       | Bronze                                                                                    |
| Estados Unidos · Sanya Richards-Ross · Allyson Felix · Jessica Beard · Francena McCorory | Jamaica · Rosemarie Whyte · Davita Prendergast · Novlene Williams-Mills · Shericka Williams | Grã-Bretanha · Perri Shakes-Drayton · Nicola Sanders · Christine Ohuruogu · Lee McConnell |

## Cronograma
| Data          | Hora  | Evento   |
| ------------- | ----- | -------- |
| 2 de setembro | 12:10 | Baterias |
| 3 de setembro | 20:40 | Final    |

Todos os horários são horas locais (UTC +9)

## Resultados

### Bateria
Qualificação: Os 2 de cada bateria (Q) e os 2 mais rápidos (q) avançam para a final.
| Colocação | Nacionalidade  | Atleta                                                                       | Tempo                                               |
| --------- | -------------- | ---------------------------------------------------------------------------- | --------------------------------------------------- |
| 1         | Estados Unidos | Natasha Hastings Jessica Beard Francena McCorory Keshia Baker                | 3 min 23 s 57 Q                                     |
| 2         | Bielorrússia   | Hanna Tashpulatava Yulyana Yushchanka Ilona Usovich Sviatlana Usovich        | 3 min 24 s 28 q (SB)                                |
| 3         | Alemanha       | Janin Lindenberg Esther Cremer Lena Schmidt Claudia Hoffmann                 | 3 min 27 s 31 (SB)                                  |
| 4         | França         | Phara Anacharsis Muriel Hurtis Marie Gayot Floria Guei                       | 3 min 28 s 02 (SB)                                  |
| 5         | Austrália      | Caitlin Sargent Caitlin Willis-Pincott Lauren Boden Anneliese Rubie          | 3 min 32 s 27 (SB)                                  |
|           | Cazaquistão    | Alexandra Kuzina Viktoriya Yalovtseva Marina Maslenko Tatyana Khadjimuradova | DNF                                                 |
| DSQ       | Ucrânia        | Nataliya Pyhyda Olha Zavhorodnya Hanna Yaroshchuk Antonina Yefremova         | 3 min 24 s 13 Q (SB) Doping para Antonina Yefremova |

| Colocação | Nacionalidade | Atleta                                                                   | Tempo                                                 |
| --------- | ------------- | ------------------------------------------------------------------------ | ----------------------------------------------------- |
| 1         | Nigéria       | Omolara Omotosho Muizat Ajoke Odumosu Margaret Etim Bukola Abogunloko    | 3 min 25 s 59 Q (SB)                                  |
| 2         | Chéquia       | Denisa Rosolová Zuzana Bergrová Jitka Bartonicková Zuzana Hejnová        | 3 min 26 s 01 q (SB)                                  |
| 3         | Cuba          | Aymeé Martínez Diosmely Peña Susana A. Clement Daisurami Bonne           | 3 min 26 s 74 (SB)                                    |
| 4         | Canadá        | Adrienne Power Esther Akinsulie Jenna Martin Lemlem Bereket              | 3 min 27 s 92 (SB)                                    |
| 5         | Brasil        | Geisa Aparecida Coutinho Bárbara de Oliveira Joelma Sousa Jailma de Lima | 3 min 32 s 43                                         |
| DSQ       | Rússia        | Kseniya Vdovina Ksenia Zadorina Lyudmila Litvinova Antonina Krivoshapka  | 3 min 20 s 94 Q (WL) Doping para Antonina Krivoshapka |